# Brüel & Kjær
Brüel & Kjær (Sound and Vibration Measurement A/S) ist ein Hersteller von hochpräzisen Schall- und Schwingungsmessgeräten.
Hauptsitz des Unternehmens ist Nærum bei Kopenhagen. Brüel & Kjær unterhält Verkaufsstellen in 55 Ländern und hat weltweit mehr als 1.150 Mitarbeiter in Vertrieb und Kundendienst.

## Gründer
Brüel & Kjær wurde am 28. November 1942 von Per Vilhelm Brüel (* 6. März 1915; † 2. April 2015) und Viggo Kjær (* 5. Juni 1914; † 25. Juli 2013) gegründet. Die beiden Gründer lernten sich als Studenten an der Polytechnischen Schule in Kopenhagen kennen. Nachdem sie 1939 ihr Studium beendet hatten, beschlossen sie, akustische Messgeräte zu entwickeln. Holger Nielsen kam 1945 als dritter Partner hinzu und blieb bis zu seinem Tod 1978 im Unternehmen.

## Entwicklung der Produktlinien

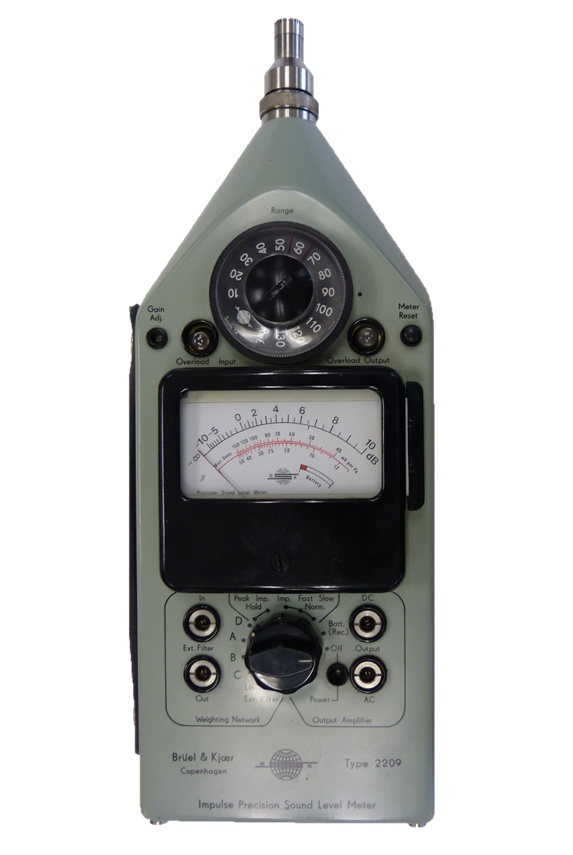
Analoger Schallpegelmesser

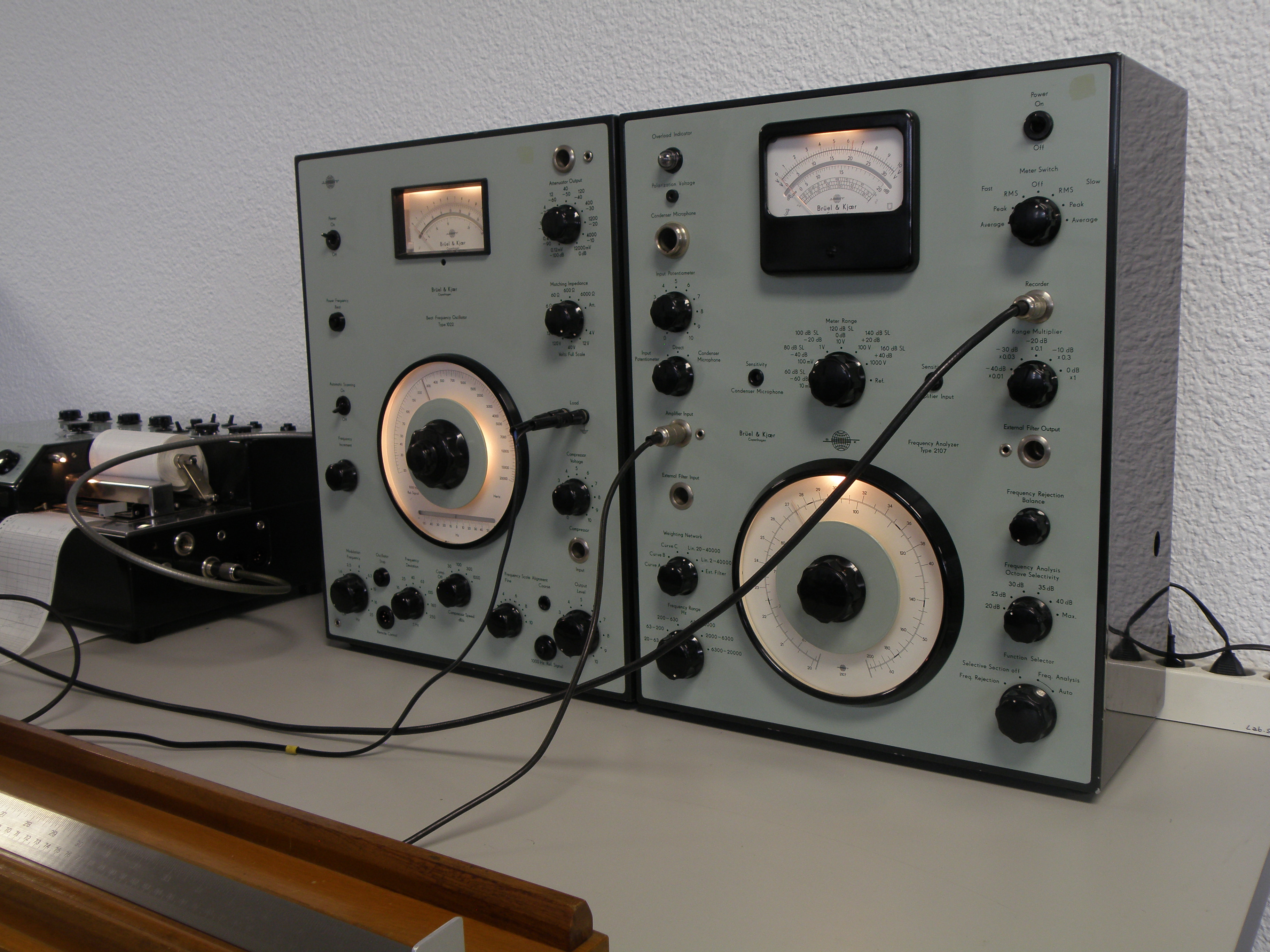
Frequenzgenerator

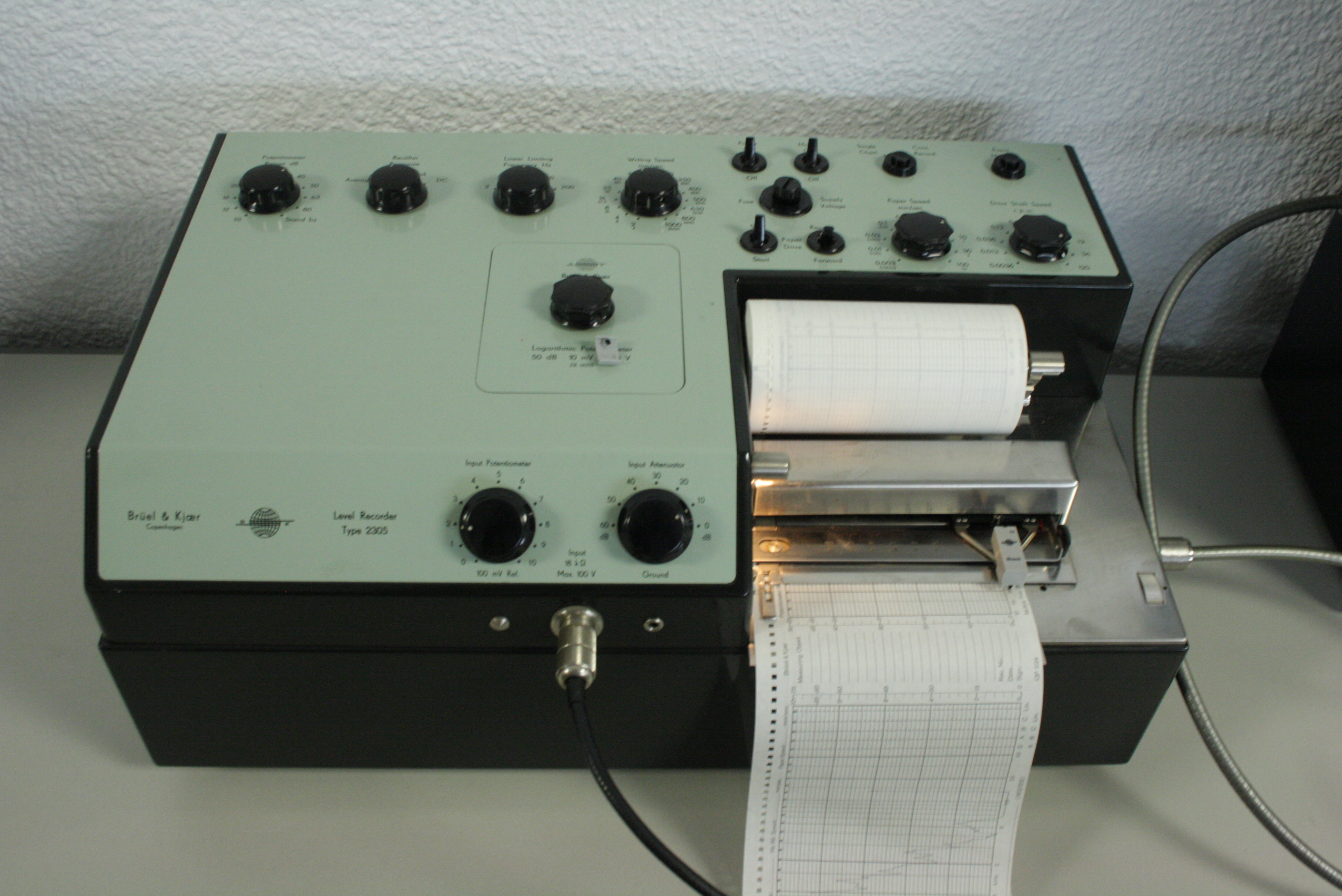
Datenlogger

- 1940er – Präzisionsmessgeräte, unter anderem HF-Spektrumanalysatoren und Geigerzähler. Das erste Messgerät, das Brüel & Kjær baute, war das Röhrenvoltmeter Typ 2401. Mit dem ab 1949 gebauten Typ 2301 begann sich der Erfolg einzustellen. Das Gerät ist seit damals einige Male überarbeitet worden. Die neueste Version, Typ 2307, wurde 1972 eingeführt. 1943 brachte Brüel & Kjær mit Typ 4301 den weltweit ersten Beschleunigungssensor vom Ladungstyp auf den Markt und begab sich damit auf das Gebiet der Schwingungsmesstechnik.
- 1950er – Schall- und Schwingungsmessung, u. a. Entwicklung von logarithmischen Pegelschreibern, Signalgeneratoren und Frequenzanalysatoren.
- 1960er – Messmikrophone, Vorverstärker und Kalibratoren, daneben Schallpegel-Messgeräte nach IEC-Standard.
- 1970er – Parallel-Analysatoren, darunter den weltweit ersten Analysator mit digitalen Filtern.
- 1980er – Das erste kommerziell verfügbare Instrument zur Messung von Schallintensitäten. Erweiterung des Messbereichs der Geräte. Ein zweikanaliger FFT-Analysator.
- 1990er – Vielkanalsysteme, darunter Geräte für die akustische Holographie.
- 2000er – Oberflächenmikrophone und neue Technologien wie TEDS, Dyn-X, REq-X, LAN-XI.

## Organisatorische Entwicklung
1992 wurde Brüel & Kjær an die deutsche Holdinggesellschaft AGIV verkauft und in eine Reihe von Einzelgesellschaften aufgeteilt:
- Brüel & Kjær Sound and Vibration Measurement A/S (Das Kerngeschäft mit Schall- und Schwingungsmesstechnik)
- Brüel & Kjær Vibro (Zustandsüberwachung von Maschinen)
- BK Medical (Medizinische Ultraschall-Diagnosegeräte)
- Innova Air Tech Instruments A/S (Instrumente zur Gasanalyse)
- Danish Pro Audio (Studiomikrophone)

Nach der Teilung der Firma gründeten einige der früheren Mitarbeiter G.R.A.S. Sound and Vibration. AGIV baute die Abteilung Spectris auf, sie umfasst Brüel & Kjær, Hottinger Baldwin Messtechnik GmbH (HBM), und BTG Instruments GmbH. Im Juli 2000 wurde die Spectris-Abteilung an die britische Fairey Group Ltd. verkauft. Im Mai 2001 änderte die Fairey-Gruppe ihren Namen in Spectris Plc.
Anfang 2009 erwarb Brüel & Kjær LDS Test & Measurement und die australische Lochard Ltd.
Zum 1. September 2020 fusionierte Brüel & Kjaer mit dem deutschen Schwesterunternehmen Hottinger Baldwin Messtechnik zu „HBK“ (Hottinger, Brüel & Kjær).